# Плеханово (Гагарінський район)
Плеханово (рос. Плеханово) — присілок Гагарінського району Смоленської області Росії. Входить до складу Ашковського сільського поселення.